# 7558 Yurlov
7558 Yurlov (1982 TB2) là một tiểu hành tinh vành đai chính được phát hiện ngày 14 tháng 10 năm 1982 bởi L. G. Karachkina ở Đài vật lý thiên văn Crimean.